# Colostygia palanicolor
Colostygia palanicolor là một loài bướm đêm trong họ Geometridae.